# Guilherme Radel
Guilherme Requião Radel (Salvador, 7 de fevereiro de 1930 — Salvador, 11 de janeiro de 2019) foi um engenheiro, professor e escritor brasileiro, imortal da cadeira número 3 da Academia de Letras da Bahia. 

## Biografia
Nascido em 7 de fevereiro de 1930, foi  engenheiro civil e engenheiro eletricista pela Escola Politécnica da Universidade Federal da Bahia, onde lecionou e foi presidente fundador da Associação dos Professores Universitários da Bahia, Apub Sindicato.    
Exerceu atividades múltiplas como professor, escritor, engenheiro, empresário e pecuarista.     
Imortal da Academia de Letras da Bahia, cadeira 3, entre as suas principais obras estão a escrita, entre outros, dos livros A Cozinha Sertaneja da Bahia, A Cozinha Praiana da Bahia, A Cozinha Africana da Bahia e A Doçaria da Bahia.    
Suas obras na área de culinária abordam aspectos históricos, sociológicos, etnológicos, econômicos, ecológicos e científicos.     
Escreveu também livros técnicos a exemplo de 
- A obra pública ou um dos diálogos que Platão não escreveu
- Construções de pequenas barragens
- Modelo agropecuário resistentes às secas
- O búster e a sua aplicação
- Posicionamento da E.T.A.  em sistemas de abastecimento de água. [2] [4] [1] [3]

Morreu em Salvador aos 88 anos, em 11 de janeiro de 2019.   